# Моніка Марія Бродка
Моніка Марія Бродка (7 лютого 1988 або 7 лютого 1987 , Живець ) — польська співачка, членкиня Фонду звукозапису ZPAV.

## Біографія
У 2004 році Моніка Бродка стала учасницею, а потім і переможницею третього сезону популярного шоу «Ідол». З цього часу вона випустила кілька альбомів, які отримали неабияку популярність.
Свій дебютний альбом Album співачка випустила відразу після закінчення проекту, у 2004 році. Album містив в собі більше кавер-версій, ніж творів, написаних спеціально для співачки, але це не завадило продати його у кількості 35 тис.екз.
Наступний альбом — Moje piosenki був більш авторським, але як і раніше скроєний під радіо-формат. Бродка звертається до класики європейської популярної музики — пісні стають короткими і лаконічними, витонченими і бадьорими.
Після чотирьохрічної паузи, співачка випускає свій третій альбом під назвою Granda (2010), який після презентації отримав гучну критику не тільки в Польщі, а і за кордоном. Цю роботу співачки можна по праву вважати різноманітною, так як Моніка Бродка при створенні альбому не відгороджувалась від жодних музичних впливів. Про це свідчить його звучання, виразно позначене електронікою: синтезатори, клавішні, цікаві обробки.
У травні 2012 року Моніка Бродка випустила альбом LAX, який був записаний в студії Red Bull [Архівовано 25 травня 2018 у Wayback Machine.] в Лос-Анджелесі разом із музичним продюсером Бартошем Дзєдзіцем.

## Дискографія
Музичні альбоми:
- Album (2004);
- Moje piosenki (2006);
- Granda (2010);
- Clashes (2016);
- Brut (2021).